# Tatinec
Tatinec este o localitate din comuna Kranj, Slovenia, cu o populație de 70 de locuitori.